# LGBT práva podle zemí a teritorií

Zákony ohledně homosexuality v různých zemích světa
Homosexuální pohlavní styk je legální
Sňatek osob stejného pohlaví
Registrované partnerství (nebo neregistrované soužití)
Uznává se homosexuální sňatek uzavřený v zahraničí
Páry stejného pohlaví nemají právní status
Homosexuální pohlavní styk je protiprávní
De jure trestný, ale zákon se de facto nevynucuje
Přísné tresty
Hrozí doživotí
Hrozí trest smrti
Kroužky označují, kde se rozhoduje případ od případu nebo lokálně.

Za zákony týkající se homosexuality jsou obvykle označovány zákony, které omezují, zcela zakazují nebo označují za trestný pohlavní styk mezi osobami téhož pohlaví a zákony, které umožňují oficiální registraci svazků dvou osob téhož pohlaví, případně právní ošetření jejich rodičovství. Tato legislativa obvykle není vázána na faktickou sexuální orientaci zúčastněných. Přímo k homosexuální či jiné sexuální orientaci (ať už domnělé, nebo skutečné) se mohou vztahovat zákony, které zajišťují ochranu před diskriminací z důvodu sexuální orientace. Také ony obvykle neoperují s fakticky zjištěnou sexuální orientací osoby, nýbrž s motivací pachatele a (i jen domnělou) příslušností poškozeného ke skupině osob.

## Zákony podle zemí

### Evropa
Členství v Evropské unii vyžaduje nejen zrušení antigay legislativy, nýbrž Amsterodamská smlouva vyžaduje přijetí antidiskriminační legislativy členskými státy.

Zákony proti homofobním zločinům z nenávisti a verbálním útokům v Evropě
Zákony proti homofobním a transfobním trestným činům z nenávisti a/nebo verbálním útokům
Zákony proti homofobním trestným činům z nenávisti a/nebo verbálním útokům
Zákony tento pojem neznají / nejsou údaje

 
| Legislativa v zemi: | Legální stejnopohlavní styk | Stejnopohlavní soužití                                                                                    | Stejnopohlavní manželství | Homoparentální osvojení | Antidiskriminace (sexuální orientace) |
| ------------------- | --- | --- | --- | --- | --- |
| Albánie             | Legální od r. 1995 + podepsána deklarace Spojených národů                                                                              | Ne | [ 2 ] | Ne | Zakazuje veškerou antigay diskriminaci |
| Andorra             | Legální od r. 1790 + podepsána deklarace Spojených národů                                                                              | Legální od r. 2005                                                                                        | Ne | Legální od r. 2005 | Zakazuje veškerou antigay diskriminaci |
| Belgie              | Legální od r. 1843 + podepsána deklarace Spojených národů                                                                              | Statutární soužití od r. 2000                                                                             | Legální od r. 2003 | Ano | Zakazuje veškerou antigay diskriminaci |
| Bělorusko           | Legální od r. 1994 | Ne | Ústavní zákaz od r. 1994 | Ne | Ne |
| Bosna a Hercegovina | Legální od r. 1998 + podepsána deklarace Spojených národů                                                                              | Ne | Ne | Ne | Částečně zakazuje antigay diskriminaci |
| Bulharsko           | Legální od r. 1968 + podepsána deklarace Spojených národů                                                                              | Ne | Ústavní zákaz od r. 1991 | LGBT jednotlivec může osvojit | Částečně zakazuje antigay diskriminaci |
| Černá Hora          | Legální od r. 1977 + podepsána deklarace Spojených národů                                                                              | Ne | Ústavní zákaz od r. 2007 | Ne | Částečně zakazuje antigay diskriminaci |
| Česko               | Legální od r. 1962 + podepsána deklarace Spojených národů                                                                              | Registrované partnerství od roku 2006.                                                                    | Ne | / Adopce dítěte partnera od r. 2025 | Částečně zakazuje antigay diskriminaci |
| Dánsko              | Legální od r. 1933 + podepsána deklarace Spojených národů                                                                              | Legální od r. 1989                                                                                        | (2012) | Ano | Částečně zakazuje antigay diskriminaci |
| Estonsko            | Legální od r. 1992 + podepsána deklarace Spojených národů                                                                              | Registrované partnerství od r. 2016                                                                       | (2024) | Pouze v registrovaném partnerství | Částečně zakazuje antigay diskriminaci |
| Finsko              | Legální od r. 1971 + podepsána deklarace Spojených národů                                                                              | Legální od r. 2002                                                                                        | Legální od r. 2017 | Legální od r. 2017 | Částečně zakazuje antigay diskriminaci |
| Francie             | Legální od r. 1791 + podepsána deklarace Spojených národů                                                                              | Občanský pakt solidarity od r. 1999                                                                       | Legální od r. 2013 | Legální od r. 2013 | Částečně zakazuje antigay diskriminaci |
| Chorvatsko          | Legální od r. 1977 + podepsána deklarace Spojených národů                                                                              | Životní partnerství od roku 2014                                                                          | Ústavní zákaz od r. 2013 | (Možný institut poručenství vůči dítěti partnera) | Částečně zakazuje antigay diskriminaci |
| Irsko               | Legální od r. 1993 + podepsána deklarace Spojených národů                                                                              | Legální od r.2011                                                                                         | Ústavou garantované stejnopohlavní manželství (23.5.2015 byly zveřejněny výsledky ústavního referenda - 62% voličů se vyslovilo pro legalizaci homosexuálních sňatků) | (2015) | Částečně zakazuje antigay diskriminaci, stejně jako verbální útoky |
| Island              | Legální od r. 1940 + podepsána deklarace Spojených národů                                                                              | Legální od r. 1996                                                                                        | Legální od r. 2010 | Legální od r. 2006 | Částečně zakazuje antigay diskriminaci |
| Itálie              | Legální od r. 1890 + podepsána deklarace Spojených národů                                                                              | Registrované partnerství legální celostátně od r. 2016, dříve podpůrná právní úprava na regionální úrovni | Ne | Pouze sezdané páry mohou osvojit. V některých regionech rozhodly soudy o adopci dítěte druhého z partnerů.                                                              | Částečně zakazuje antigay diskriminaci (Toskánsko a Piedmont zakazují veškerou antigay diskriminaci)                                                                      |
| Kypr                | Legální od r. 1998 + podepsána deklarace Spojených národů                                                                              | Registrované partnerství od r. 2015                                                                       | Ne | Ne | Částečně zakazuje antigay diskriminaci |
| Lichtenštejnsko     | Legální od r. 1989 + podepsána deklarace Spojených národů                                                                              | Registrované partnerství od r. 2011                                                                       | Ne | Ne | (navrženo) |
| Litva               | Legální od r. 1993 + podepsána deklarace Spojených národů                                                                              | (Zákon o partnerském soužití v jednání)                                                                   | Ústavní zákaz od r. 1992 | Pouze sezdané páry mohou osvojit | Částečně zakazuje antigay diskriminaci |
| Lotyšsko            | Legální od r. 1992 + podepsána deklarace Spojených národů                                                                              | Ne | Ústavní zákaz od r. 2006 | Homosexuální jednotlivec může osvojit | Částečně zakazuje antigay diskriminaci |
| Lucembursko         | Legální od r. 1795 + podepsána deklarace Spojených národů                                                                              | Legální od r. 2004                                                                                        | Legální od r. 2014 | Legální od r. 2014 | Částečně zakazuje antigay diskriminaci |
| Maďarsko            | Legální od r. 1962 + podepsána deklarace Spojených národů                                                                              | Registrované partnerství od r. 2009                                                                       | (Ústavní zákaz od r. 2012) | Ne | / Částečně zakazuje antigay diskriminaci (Od června 2021 v platnosti zákon cenzurující LGBT témata mezi dětmi a mládeží)                                                  |
| Malta               | Legální od r. 1973 + podepsána deklarace Spojených národů                                                                              | Legální od r. 2014                                                                                        | Legální od r. 2017 | Adopce dítěte partnera od r. 2008, společná adopce od r. 2014 | Částečně zakazuje antigay diskriminaci |
| Moldavsko           | Legální od r. 1995 | Ne | Ústavní zákaz | Ne | Částečně zakazuje antigay diskriminaci |
| Monako              | Legální od r. 1793 | Ne | Ne | Ne | Ne |
| Německo             | Legální od r. 1968 ve východním a od r. 1969 v západním Německu, kompletně legalizováno r. 1994 + podepsána deklarace Spojených národů | Registrované partnerství od r. 2001                                                                       | Legální od r. 2017 | Legální od r. 2017 | Částečně zakazuje antigay diskriminaci |
| Nizozemsko          | Legální od r. 1811 + podepsána deklarace Spojených národů                                                                              | Legální od r. 1998                                                                                        | Legální od r. 2001 | Ano | Zakazuje veškerou antigay diskriminaci |
| Norsko              | Legální od r. 1972 + podepsána deklarace Spojených národů                                                                              | Legální od r. 1993                                                                                        | Legální od r. 2009 | Ano | Zakazuje veškerou antigay diskriminaci |
| Polsko              | Nikdy nebylo trestáno. Legálnost potvrzena od r. 1932 + podepsána deklarace Spojených národů                                           | (navrženo)                                                                                                | (Ústavní zákaz od r. 1997) | Homosexuální jednotlivec může osvojit | Částečně zakazuje antigay diskriminaci |
| Portugalsko         | Legální od r. 1982. Dříve legální v letech 1852-1886 + podepsána deklarace Spojených národů                                            | Legální od r. 2001                                                                                        | Legální od r. 2010 | Legální od r. 2016 | Zakazuje veškerou antigay diskriminaci, according to Constitution |
| Rakousko            | Legální od r. 1971 + podepsána deklarace Spojených národů                                                                              | Registrované partnerství od r. 2010                                                                       | Legální od r. 2019 po rozhodnutí Ústavního soudu | Adopce dítěte partnera od r. 2013, společná adopce dětí od r. 2016 | Částečně zakazuje antigay diskriminaci |
| Rumunsko            | Legální od r. 1996 + podepsána deklarace Spojených národů                                                                              | Ne | Ne | Ne | Zakazuje veškerou antigay diskriminaci |
| Rusko               | Legální od r. 1993. Dříve legální v letech 1917–1930.                                                                                  | Ne | Ne | Ne | Od roku 2013 platí kontroverzní zákon o zákazu propagace netradičních vztahů mezi dětmi a mladistvými. Většina zemí EU a USA jej považují za diskriminační a zneužitelný. |
| Řecko               | Legální od r. 1951 (rozdílná věková hranice zrušena Tsiprasovou vládou) + podepsána deklarace Spojených národů                         | Registrované partnerství od r. 2015                                                                       | Ne | Ne | Částečně zakazuje antigay diskriminaci |
| San Marino          | Legální od r. 2001 + podepsána deklarace Spojených národů                                                                              | (uznává svazky uzavřené v zahraničí, ale pouze v imigračních zákonech)                                    | Ne | Ne | Ne |
| Severní Makedonie   | Legální od r. 1996 + podepsána deklarace Spojených národů                                                                              | (je nutná 2/3 většina v parlamentu pro přijetí takových zákonů)                                           | Ne | Ne | (antidiskriminační zákony v zaměstnání mezi lety 2008-10, poté zrušeny)                                                                                                   |
| Slovensko           | Legální od r. 1962 + podepsána deklarace Spojených národů                                                                              | Ne | Ústavní zákaz od r. 2014 | Ústavní zákaz neprošel díky nízké účasti v Referendu o rodině. | Částečně zakazuje antigay diskriminaci |
| Slovinsko           | Legální od r. 1977 + podepsána deklarace Spojených národů                                                                              | Registrované partnerství od r. 2006                                                                       | (2022) Zákon pozastaven z důvodu negativního výsledku prosincového referenda, zvráceno ústavním soudem                                                                | Adopce dítěte partnera od r. 2011, společná adopce pozastavena vlivem prosincového referenda, zvráceno ústavním soudem                                                  | Částečně zakazuje antigay diskriminaci |
| Spojené království  | Legální od r. 1967 v Anglii a Walesu, 1981 ve Skotsku a 1982 v Severním Irsku + podepsána deklarace Spojených národů                   | Registrované partnerství od r. 2005                                                                       | Legální od r. 2013 v Anglii a Walesu, od r. 2014 ve Skotsku a od roku 2019 v Severním Irsku                                                                           | Ano | Částečně zakazuje antigay diskriminaci, stejně jako slovní útoky |
| Srbsko              | Legální od r. 1994 + podepsána deklarace Spojených národů                                                                              | Ne | Ústavní definice manželství jako "svazek muže a ženy" | Ne | Částečně zakazuje antigay diskriminaci |
| Španělsko           | Legální od r. 1979 + podepsána deklarace Spojených národů                                                                              | Legální od r. 1998                                                                                        | Legální od r. 2005 | Ano | Zakazuje veškerou antigay diskriminaci |
| Švédsko             | Legální od r. 1944 + podepsána deklarace Spojených národů                                                                              | Legální od r. 1995                                                                                        | Legální od r. 2009 | Ano | Zakazuje veškerou antigay diskriminaci vč. slovních útoků proti homosexuálním a transgender lidem                                                                         |
| Švýcarsko           | V kantonech Ženeva, Vaud, Valais a Ticino legální od r. 1798, celostátně od r. 1942 + podepsána deklarace Spojených národů             | Registrované partnerství od r. 2007                                                                       | Legální od r. 2022 | Legální od r. 2022 | Částečně zakazuje antigay diskriminaci |
| Turecko             | Legální od r. 1858 | Ne | Ne | Žádný speciální zákonný zákaz | V březnu 2010 byl ustaven výbor, který má připravit návrh antidiskriminačního ustanovení zahrnujícího sexuální orientaci.                                                 |
| Ukrajina            | Legální od r. 1991 | Ne | (Ústavní definice manželství jako svazku "muže a ženy") | Homosexuální jednotlivec může osvojit, i když je ve stejnopohlavním sňatku, příznaném v zahraničí, z hlediská ukrajinského práva takový sňatek nemá žadnou právní sílu. | Od r. 2015 částečně zakazuje antigay diskriminaci |
| Vatikán             | Legální od r. 1929 | Ne | Ne | Ne | Ne |

### Afrika
| Legislativa v zemi:            | Legální stejnopohlavní styk | Stejnopohlavní soužití | Stejnopohlavní manželství | Homoparentální osvojení                        | Antidiskriminace (sexuální orientace)                                               |
| ------------------------------ | --- | ---------------------- | ------------------------- | ---------------------------------------------- | ----------------------------------------------------------------------------------- |
| Alžírsko                       | Nelegální (Trest: Pokuta – až 2 roky vězení) | Ne                     | Ne                        | Ne                                             | Ne                                                                                  |
| Angola                         | Legální od r. 2011 (někteří soudci se stále řídí starým zákonem kriminalizujícím "amorální" jednání) | Ne                     | Ne                        | Ne                                             | Částečně zakazuje antigay diskriminaci (nedostatečná vymahatelnost)                 |
| Benin                          | Legální | Ne                     | Ne                        | Ne                                             | Ne                                                                                  |
| Botswana                       | Legální od r. 2019 | Ne                     | Ne                        | Ne                                             | Částečně zakazuje antigay diskriminaci                                              |
| Burkina Faso                   | Není přímo protizákonný, lze však aplikovat jiné zákony. | Nezjištěno             | Ne                        | Nezjištěno                                     | Nezjištěno                                                                          |
| Burundi                        | Ilegální od r. 2009 (Trest: od 3 měsíce do 2 let vězení a pokuta od 50000 do 100000 burundských franků) | Nezjištěno             | Ne                        | Nezjištěno                                     | Nezjištěno                                                                          |
| Čad                            | Ilegální od r. 2016 | Ne                     | Ne                        | Nezjištěno                                     | Ne                                                                                  |
| Konžská demokratická republika | Nikdy nebyl trestán | Ne                     | Ústavní zákaz od r. 2005  | Nezjištěno                                     | Ne                                                                                  |
| Džibutsko                      | Ilegální (Trest: 10-12 let vězení) | Nezjištěno             | Ne                        | Nezjištěno                                     | Nezjištěno                                                                          |
| Egypt                          | Legální | Ne                     | Ne                        | Ne                                             | Ne                                                                                  |
| Eritrea                        | Ilegální (Trest: Až 3 roky vězení nebo smrt) | Nezjištěno             | Ne                        | Nezjištěno                                     | Nezjištěno                                                                          |
| Etiopie                        | Ilegální (Trest: až 5 let vězení) | Nezjištěno             | Ne                        | Nezjištěno                                     | Nezjištěno                                                                          |
| Gabon                          | Legální + podepsána deklarace Spojených národů | Ne                     | Ne                        | Nezjištěno                                     | Nezjištěno                                                                          |
| Gambie                         | Ilegální (trest smrti od 9. října 2014 ) | Nezjištěno             | Ne                        | Nezjištěno                                     | Nezjištěno                                                                          |
| Ghana                          | Mužský nelegální Ženský nejistý | Nezjištěno             | Ne                        | Nezjištěno                                     | Nezjištěno                                                                          |
| Guinea                         | Ilegální (Trest: od 6 měsíců do 3 let vězení) | Nezjištěno             | Ne                        | Nezjištěno                                     | Nezjištěno                                                                          |
| Guinea-Bissau                  | Legální od r. 1993 + podepsána deklarace Spojených národů | Ne                     | Ne                        | Homosexuální jednotlivec může osvojit          | Ne                                                                                  |
| Jižní Afrika                   | Legální od r. 1994 | Legální od r. 1996     | Legální od r. 2006        | Legální od r. 2002                             | Zakazuje veškerou antigay diskriminaci                                              |
| Kamerun                        | Ilegální (Trest: Pokuta – 5 let vězení) | Nezjištěno             | Ne                        | Nezjištěno                                     | Nezjištěno                                                                          |
| Kapverdy                       | Legální od r. 2004 + podepsána deklarace Spojených národů | Ne                     | Ne                        | Nezjištěno                                     | Ne                                                                                  |
| Keňa                           | Mužský ilegální (Trest: až 14 let vězení) Ženský legální | Nezjištěno             | Ne                        | Nezjištěno                                     | Nezjištěno                                                                          |
| Komory                         | Zakázáno chování "proti přírodě" (Trest: až pět let vězení nebo pokuta) | Nezjištěno             | Ne                        | Nezjištěno                                     | Nezjištěno                                                                          |
| Kongo                          | Legální | Ne                     | Ne                        | Nezjištěno                                     | Ne                                                                                  |
| Lesotho                        | Legální od r. 2012 | Ne                     | Ne                        | (pouze manželský pár "muž a žena" smí osvojit) | Ne                                                                                  |
| Libérie                        | Ilegální (Trest: Pokuta) | Nezjištěno             | Ne                        | Nezjištěno                                     | Nezjištěno                                                                          |
| Libye                          | Ilegální (Trest: Pokuta – až 5 let vězení). | Nezjištěno             | Ne                        | Nezjištěno                                     | allowed                                                                             |
| Madagaskar                     | Legální | Ne                     | Ne                        | Nezjištěno                                     | Ne                                                                                  |
| Malawi                         | Ilegální | Nezjištěno             | Ne                        | Nezjištěno                                     | Nezjištěno                                                                          |
| Mali                           | Legální | Nezjištěno             | Ne                        | Nezjištěno                                     | Nezjištěno                                                                          |
| Maroko (vč. Západní Sahary)    | Ilegální (Trest: 6 měsíců – 3 roky vězení) | Nezjištěno             | Ne                        | Nezjištěno                                     | Nezjištěno                                                                          |
| Mauricius                      | / Anální styk je pro obě orientace ilegální a lze za něj uložit až 5 let vězení + podepsána deklarace Spojených národů (probíhá debata o zrušení zákona)                                                                                       | Nezjištěno             | Ne                        | Nezjištěno                                     | Částečně zakazuje antigay diskriminaci                                              |
| Mauritánie                     | Ilegální (Trest: Trest smrti) | Nezjištěno             | Ne                        | Nezjištěno                                     | Nezjištěno                                                                          |
| Mosambik                       | Legální | Ne                     | Ne                        | Nezjištěno                                     | Částečně zakazuje antigay diskriminaci                                              |
| Namibie                        | Ilegální (neuplatňováno) | Nezjištěno             | Ne                        | Nezjištěno                                     | Antidiskriminační ustanovení se stalo neefektivním po přijetí nového zákoníku práce |
| Niger                          | Není přímo protizákonný, lze však aplikovat jiné zákony. | Nezjištěno             | Ne                        | Nezjištěno                                     | Nezjištěno                                                                          |
| Nigérie                        | Mužský ilegální Ženský ilegální v oblastech s právem Šaría (Trest v oblastech Šaría: Až trest smrti pro muže, až 50 ran a 6 měsíců vězení pro ženy. Trest pro muže mimo oblasti Šaría: Až 14 let vězení.) Ženský legální v ostatních oblastech | Nezjištěno             | Ne                        | Nezjištěno                                     | Nezjištěno                                                                          |
| Pobřeží slonoviny              | Legální | Ne                     | Ne                        | Nezjištěno                                     | Ne                                                                                  |
| Rwanda                         | Legální Návrh z prosince 2009 napodobující ugandský návrh trestu smrti pro stejnopohlavní vztahy byl zamítnut zčásti díky silnému odporu rwandského ministra spravedlnosti.                                                                    | Ne                     | Ne                        | Nezjištěno                                     | Ne                                                                                  |
| Rovníková Guinea               | Legální | Nezjištěno             | Ne                        | Nezjištěno                                     | Nezjištěno                                                                          |
| Senegal                        | Ilegální (Trest: 1 měsíc až 5 let vězení) | Nezjištěno             | Ne                        | Nezjištěno                                     | Nezjištěno                                                                          |
| Seychely                       | Legální od r. 2016 | Ne                     | Ne                        | Ne                                             | Částečně zakazuje antigay diskriminaci                                              |
| Sierra Leone                   | Mužský ilegální Ženský neověřen | Nezjištěno             | Ne                        | Nezjištěno                                     | Nezjištěno                                                                          |
| Somálsko                       | Ilegální (Trest:až 3 roky vězení, v některých případech i smrt) | Ne                     | Ne                        | Ne                                             | Nezjištěno                                                                          |
| Středoafrická republika        | Legální + podepsána deklarace Spojených národů | Ne                     | Ne                        | Nezjištěno                                     | Ne                                                                                  |
| Súdán                          | Ilegální (Trest: 5 let vězení až trest smrti) | Nezjištěno             | Ne                        | Nezjištěno                                     | Nezjištěno                                                                          |
| Svatý Tomáš a Princův ostrov   | Ilegální + podepsána deklarace Spojených národů | Nezjištěno             | Ne                        | Nezjištěno                                     | Nezjištěno                                                                          |
| Svazijsko                      | Mužský ilegální (Trest: Pokuta – vězení) Ženský neověřený | Nezjištěno             | Ne                        | Nezjištěno                                     | Nezjištěno                                                                          |
| Tanzanie                       | Mužský ilegální (Trest: doživotní vězení) | Nezjištěno             | Ne                        | Nezjištěno                                     | Nezjištěno                                                                          |
| Togo                           | Ilegální | Nezjištěno             | Ne                        | Nezjištěno                                     | Nezjištěno                                                                          |
| Tunisko                        | Ilegální (Trest: Pokuta – 3 roky vězení) | Nezjištěno             | Ne                        | Nezjištěno                                     | Nezjištěno                                                                          |
| Uganda                         | Ilegální (Trest: Doživotí, smrt zakázaná ústavním soudem) | Ne                     | Ústavní zákaz od r. 2005  | Ne                                             | Ne                                                                                  |
| Zambie                         | (Trest: Až 14 let vězení) | Nezjištěno             | Ne                        | Nezjištěno                                     | Nezjištěno                                                                          |
| Zimbabwe                       | Mužský ilegální (Trest: až 10 let vězení) \| Ženský ilegální od r. 2006 (po zpřísnění zákonů proti sodomii) | Nezjištěno             | Ne                        | Nezjištěno                                     | Nezjištěno                                                                          |

### Severní a jižní Amerika
| Legislativa v zemi:       | Legální stejnopohlavní styk                                                         | Stejnopohlavní soužití                                                                            | Stejnopohlavní manželství                               | Homoparentální osvojení                                                                                       | Antidiskriminace (sexuální orientace)                                                                                   |
| ------------------------- | ----------------------------------------------------------------------------------- | ------------------------------------------------------------------------------------------------- | ------------------------------------------------------- | --- | --- |
| Antigua a Barbuda         | Ilegální (Trest: 15 let vězení)                                                     | Nezjištěno                                                                                        | Nezjištěno                                              | Nezjištěno | Nezjištěno |
| Argentina                 | Legální + podepsána deklarace Spojených národů                                      | Neregistrované soužití legální celostátně.                                                        | Legální od r. 2010                                      | Ano | / Žádná právní ochrana na celostátní úrovni, ale města Buenos Aires a Rosario mají zákony od roku 1996.                 |
| Bahamy                    | Legální od r. 1991 (rozdílná věková hranice)                                        | Ne                                                                                                | Ne                                                      | Nezjištěno | Ne |
| Barbados                  | Ilegální (Trest: trest smrti)                                                       | Nezjištěno                                                                                        | Nezjištěno                                              | Nezjištěno | Nezjištěno |
| Belize                    | Legální od r. 2016                                                                  | Ne                                                                                                | Ne                                                      | Ne | Ne |
| Bolívie                   | Legální + podepsána deklarace Spojených národů                                      | Registrované partnerství od r. 2020                                                               | Ústavní zákaz od r. 2007                                | Ne | Částečně zakazuje antigay diskriminaci                                                                                  |
| Brazílie                  | Legální od r. 1830 + podepsána deklarace Spojených národů                           | Neregistrované soužití legální celostátně Občanské sňatky legální v Rio Grande do Sul od r. 2004. | Z rozhodnutí Nejvyššího soudu od r. 2013                | Brazilský Nejvyšší soud v roce 2010 uznal zákonnost adopce stejnopohlavním párům.                             | / Právní ochrana v některých státech                                                                                    |
| Dominika                  | Ilegální (Trest: 10 let vězení)                                                     | Nezjištěno                                                                                        | Nezjištěno                                              | Nezjištěno | Nezjištěno |
| Dominikánská republika    | Ano                                                                                 | Ne                                                                                                | Ne                                                      | Ne | Ne |
| Ekvádor                   | Legální od r. 1997 + podepsána deklarace Spojených národů                           | (2009)                                                                                            | Z rozhodnutí ústavního soudu legální od 12. června 2019 | Homosexuální jednotlivec může osvojit                                                                         | Částečně zakazuje antigay diskriminaci                                                                                  |
| Francouzská Guyana        | Legální od r. 1791 + podepsána deklarace Spojených národů                           | Občanský pakt solidarity od r. 1999                                                               | (2013)                                                  | (2013) | Částečně zakazuje antigay diskriminaci                                                                                  |
| Grenada                   | Mužský ilegální (Trest: 10 let vězení) Ženský legální                               | Nezjištěno                                                                                        | Nezjištěno                                              | Nezjištěno | Nezjištěno |
| Guatemala                 | Legální                                                                             | Ne                                                                                                | Ne                                                      | Nezjištěno | Zákon proti diskriminaci dětí a mládeže od r. 1997.                                                                     |
| Guyana                    | Mužský ilegální (Trest: doživotní vězení) Ženský legální                            | Nezjištěno                                                                                        | Nezjištěno                                              | Nezjištěno | Přidána do ústavy v r. 2004, následně však vládou odebrána.                                                             |
| Haiti                     | Legální od r. 1986                                                                  | Nezjištěno                                                                                        | Nezjištěno                                              | Nezjištěno | Nezjištěno |
| Honduras                  | Legální                                                                             | Ne                                                                                                | Ústavní zákaz                                           | Ústavní zákaz                                                                                                 | Ne |
| Chile                     | Legální od r. 1998 (rozdílná věková hranice) + podepsána deklarace Spojených národů | Legální od r. 2015                                                                                | Ne                                                      | Homosexuální jednotlivec může osvojit                                                                         | Ano |
| Jamajka                   | Ilegální (Trest: 10 let těžké práce) Ženský legální.                                | Nezjištěno                                                                                        | Nezjištěno                                              | Nezjištěno | Nezjištěno |
| Kanada                    | Legální od r. 1969 + podepsána deklarace Spojených národů                           | Ano                                                                                               | Legální od r. 2003, celostátně od r. 2005               | [ 35 ] [ 36 ]                                                                                                 | Zakazuje veškerou antigay diskriminaci, včetně slovních útoků                                                           |
| Kolumbie                  | Legální od r. 1981 + podepsána deklarace Spojených národů                           | Legální od r. 2007                                                                                | Legální od r. 2016                                      | Adopce dítěte partnera od r. 2014. Společná adopce od r. 2016                                                 | Ano |
| Kostarika                 | Legální od r. 1971                                                                  | Pro určité případy od r. 2013, registrované partnerství navrženo                                  | Legální od r. 2020                                      | Nezjištěno (vyskytuje se v několika případech)                                                                | Částečně zakazuje antigay diskriminaci                                                                                  |
| Kuba                      | Legální od r. 1979 + podepsána deklarace Spojených národů                           | (navrženo)                                                                                        | Ne                                                      | Nezjištěno | Nezjištěno |
| Mexiko                    | Legální od r. 1871 + podepsána deklarace Spojených národů                           | / Ve státě Coahuila legální od r. 2007.                                                           | / V Mexico City legální od r. 2010.                     | / Adopce dítěte partnera legální v Mexico City od r. 2010. Celostátně mohou osvojit homosexuální jednotlivci. | Od r. 1999 na regionální úrovni, celostátně od r. 2003.                                                                 |
| Nikaragua                 | Legální od r. 2008 + podepsána deklarace Spojených národů                           | Ne                                                                                                | Ne                                                      | | Částečně zakazuje antigay diskriminaci                                                                                  |
| Panama                    | Legální od r. 2008                                                                  | Ne                                                                                                | Ne                                                      | Nezjištěno | Ne |
| Paraguay                  | Legální (rozdílná věková hranice) + podepsána deklarace Spojených národů            | Ústavní zákaz od r. 1992                                                                          | Ústavní zákaz od r. 1992                                | Nezjištěno | Nezjištěno |
| Peru                      | Legální od r. 1921                                                                  | Ne                                                                                                | Ne                                                      | Nezjištěno | Zakazuje veškerou antigay diskriminaci. (Trest: 2-4 roky vězení)                                                        |
| Salvador                  | Legální                                                                             | Ne                                                                                                | Ne                                                      | Nezjištěno | Částečně zakazuje antigay diskriminaci                                                                                  |
| Spojené státy americké    | Legální federálně od r. 2003 + podepsána deklarace Spojených národů                 | / Liší se v jednotlivých státech, na federální úrovni přístupné                                   | Od 26.6. 2015 legální ve všech státech                  | Po rozhodnutí Nejvyššího soudu v kauze Obergefell vs. Hodges legální ve všech státech spolu s manželstvím.    | Federální ochrana neexistuje. Ve 20 státech zakázána. Zahrnuto ve federálním zákoně o zločinech z nenávisti od r. 2009. |
| Surinam                   | Legální (rozdílná věková hranice)                                                   | Ne                                                                                                | Ne                                                      | Nezjištěno | Nezjištěno |
| Svatá Lucie               | Mužský ilegální (Trest: pokuta a/nebo 10 let vězení) Ženský legální                 | Nezjištěno                                                                                        | Nezjištěno                                              | Nezjištěno | Nezjištěno |
| Svatý Kryštof a Nevis     | Mužský ilegální (Trest: 10 let vězení) Ženský legální                               | Nezjištěno                                                                                        | Nezjištěno                                              | Nezjištěno | Nezjištěno |
| Svatý Vincenc a Grenadiny | Ilegální (Trest: pokuta a/nebo 10 let vězení)                                       | Nezjištěno                                                                                        | Nezjištěno                                              | Nezjištěno | Nezjištěno |
| Trinidad a Tobago         | Legální od r. 2018                                                                  | Nezjištěno                                                                                        | Nezjištěno                                              | Nezjištěno | Nezjištěno |
| Uruguay                   | Legální + podepsána deklarace Spojených národů                                      | Legální od r. 2009                                                                                | Legální od r. 2013                                      | Legální | Zakazuje veškerou antigay diskriminaci                                                                                  |
| Venezuela                 | Legální + podepsána deklarace Spojených národů                                      | Občanské sňatky v jednání (zatím pouze v Meridě)                                                  | Ne                                                      | Ne | Částečně zakazuje antigay diskriminaci (ústavní zákaz na poslední chvíli vypuštěn z návrhu ústavy v r. 1999; zvažuje se |

### Asie
| Legislativa v zemi:                                                                                              | Legální stejnopohlavní styk | Stejnopohlavní soužití                                                                  | Stejnopohlavní manželství | Homoparentální osvojení | Antidiskriminace (sexuální orientace) |
| --- | --- | --------------------------------------------------------------------------------------- | --- | ----------------------- | --- |
| Afghánistán | Ilegální | Ne                                                                                      | Ne | Ne                      | Ne |
| Arménie (někdy počítána do Evropy)                                                                               | Legální od r. 2002 + podepsána deklarace Spojených národů | Ne                                                                                      | / Ústavní zákaz od r. 2015 Od r. 2017 uznávána zahraniční stejnopohlavní manželství.                                                     | Ne                      | Ne |
| Bahrajn | Ilegální | Ne                                                                                      | Ne | Ne                      | Ne |
| Bangladéš | Ilegální | Ne                                                                                      | Ne | Ne                      | Ne |
| Bhútán | Ilegální (Trest: až 1 rok vězení; v současnosti žádné případy uplatňování) | Ne                                                                                      | Ne | Ne                      | Ne |
| Brunej | Ilegální (Trest: smrt) | Ne                                                                                      | Ne | Ne                      | Ne |
| Čína | Legální, je sporné, zda byl někdy nelegální, avšak od zrušení "chuligánského" oddílu trestního zákona v r. 1997, je zřetelnější, že homosexualita není nelegální. V r. 2001 byla homosexualita vyřazena z čínské klasifikace duševních chorob.        | Ne                                                                                      | Aktivisté v Pekingu požadují stejnopohlavní manželství.                                                                                  | Nezjištěno              | V současnosti neexistuje žádný zákon, avšak gayové v zemi se údajně volně sdružují, se specifickými odlišnostmi v Šanghaji, Pekingu a Yunanu. |
| Filipíny | Legální. | [ 46 ]                                                                                  | [ 46 ] | [ 47 ]                  | / Neexistuje celostátní ochrana, ale Quezon a Albay mají antidiskriminační vyhlášky. Celostátní zákon je v procesu přípravy.                  |
| Gruzie (někdy počítána do Evropy)                                                                                | Legální od r. 2000 + podepsána deklarace Spojených národů | Ne                                                                                      | Ne | Ne                      | Částečně zakazuje antigay diskriminaci |
| Indie | Legální od r. 2018 | Ne                                                                                      | Ne | Ne                      | Ne |
| Indonésie | Legální mimo muslimy v provincii Aceh | Ne                                                                                      | Ne | Nezjištěno              | Ne |
| Irák | Legální od r. 2003 | Nezjištěno                                                                              | Nezjištěno | Nezjištěno              | Nezjištěno |
| Írán | Ilegální (Trest: smrt) | Ne                                                                                      | Ne | Ne                      | Ne |
| Izrael | Legální od r. 1963 de facto (soudní rozhodnutí proti výkonu příslušného oddílu ve starém britském zákoně z r. 1936, který ve skutečnosti nebyl nikdy uplatňován) 1988 de jure (zákon formálně zrušen Knesetem) + podepsána deklarace Spojených národů | Neregistrované soužití                                                                  | Neumožněno, avšak nikoli nelegální, zahraniční stejnopohlavní manželství uznáváno                                                        | [ 54 ] [ 55 ]           | Částečně zakazuje antigay diskriminaci |
| Japonsko | Legální + podepsána deklarace Spojených národů | /\| (certifikát potvrzující partnerství v některých prefekturách a tokijských čtvrtích) | Ne | Ne                      | / Neexistuje federální ochrana, avšak některá města zakazují veškerou antigay diskriminaci                                                    |
| Jemen | Ilegální (Trest: výprask či smrt) | Ne                                                                                      | Ne | Ne                      | Ne |
| Jižní Korea | Legální | Ne                                                                                      | Ne | Ne                      | Ne |
| Jordánsko | Legální od r. 1951 | Nezjištěno                                                                              | Nezjištěno | Nezjištěno              | Nezjištěno |
| Kambodža | Legální | Ne                                                                                      | Prakticky zakázáno, ačkoli existuje přinejmenším jeden zaznamenaný případ legálně registrovaného a uznaného stejnopohlavního manželství. | Ano                     | Nezjištěno |
| Katar | Mužský ilegální (Trest: pokuta, až 2 roky vězení) Ženský ilegální (samotný lesbický styk není přímo protizákonný, lze však aplikovat jiné zákony) | Ne                                                                                      | Ne | Ne                      | Ne |
| Kazachstán | Legální | Ne                                                                                      | Ne | Nezjištěno              | Ne |
| Kuvajt | Ilegální (Trest: pokuta, muži do 21 let až 10 let vězení, muži nad 21 let až 7 let vězení) | Ne                                                                                      | Ne | Ne                      | Ne |
| Kyrgyzstán | Legální | Ne                                                                                      | Ne | Nezjištěno              | Nezjištěno |
| Laos | Legální | Ne                                                                                      | Ne | Nezjištěno              | Ne |
| Libanon | Ilegální (Trest: pokuta, až 1 rok vězení, zákon vesměs neuplatňován). Sílící veřejná kampaň za legalizaci stejnopohlavních vztahů. | Neuznáno vládou, avšak existují LGBT podpůrné skupiny, které nabízejí přízeň a přijetí. | Ne | Ne                      | Ne |
| Malajsie | Ilegální (Trest: pokuta, 2-20 let vězení nebo výprask) | Ne                                                                                      | Ne | Ne                      | Ne |
| Maledivy | Ilegální | Ne                                                                                      | Ne | Ne                      | Ne |
| Mongolsko | Legální od r. 2002 | Nezjištěno                                                                              | Ne | Nezjištěno              | Nezjištěno |
| Myanmar (Barma) (Barma)                                                                                          | Ilegální (Trest: 10 let až doživotní vězení) | Ne                                                                                      | Ne | Ne                      | Ne |
| Nepál | Legální od r. 2007+ podepsána deklarace Spojených národů | Ne                                                                                      | Legální od r. 2010 | zvažuje se              | Nejvyšší soud rozhodl o aplikaci antidiskriminačních zákonů na homosexuální osoby                                                             |
| Omán | Ilegální (Trest: pokuta, až 3 roky vězení; uplatňováno jen v případě "veřejného pohoršení") | Ne                                                                                      | Ne | Ne                      | Ne |
| Pákistán | Ilegální (Trest: 2 roky až doživotní vězení) | Ne                                                                                      | Ne | Ne                      | Ne |
| Palestina: Pásmo Gazy území spravované palestinskou samosprávou                                                  | Mužský ilegální (Trest: až 10 let vězení) Ženský legální | Nezjištěno                                                                              | Nezjištěno | Nezjištěno              | Nezjištěno |
| Palestina: Západní břeh Jordánu území pod izraelskou kontrolou, ale de facto spravované palestinskou samosprávou | / Legalizován v r. 1951, když území patřilo Jordánsku. Podle jiných zdrojů jsou stále uplatňovány britské koloniální antigay zákony. | Nezjištěno                                                                              | Nezjištěno | Nezjištěno              | Nezjištěno |
| Saúdská Arábie                                                                                                   | Ilegální (Trest: smrt či vězení/pokuta/výprask) | Ne                                                                                      | Ne | Ne                      | Ne |
| Severní Korea | Legální (Nikdy nebylo trestán) | Ne                                                                                      | Ne | Ne                      | Ne |
| Singapur | Ilegální Trest: až 2 roky vězení; neaplikováno od r. 1999) | Ne                                                                                      | Ne | Ne                      | Nezjištěno |
| Sýrie | Ilegální (Trest: až 3 roky vězení; zákon de facto neuplatňován) | Ne                                                                                      | Ne | Ne                      | Ne |
| Spojené arabské emiráty                                                                                          | Ilegální (Trest: deportace, pokuta, vězení či trest smrti; zákon vesměs neuplatňován mimo případů veřejného pohoršení) | Ne                                                                                      | Ne | Ne                      | Ne |
| Srí Lanka | Starý britský zákon o sodomii, nikdy neaplikován | Ne                                                                                      | Ne | Ne                      | Ne |
| Tádžikistán | Legální | Ne                                                                                      | Ne | Nezjištěno              | Nezjištěno |
| Thajsko | Legální od r. 1956 | Ne                                                                                      | Legální od r. 2025 | Nezjištěno              | Nezjištěno |
| Tchaj-wan | Nikdy nebyl trestán | Ano                                                                                     | Legální od r. 2017 | Legální od r. 2017      | Zakazuje veškerou antigay diskriminaci (v zaměstnání a školství)                                                                              |
| Turkmenistán | Mužský ilegální (Trest: pokuta, až 2 roky vězení) Ženský legální | Nezjištěno                                                                              | Nezjištěno | Nezjištěno              | Nezjištěno |
| Uzbekistán | Mužský ilegální (pouze anální sex) (Trest: pokuta, až 3 roky vězení) Ženský legální | Nezjištěno                                                                              | Nezjištěno | Nezjištěno              | Nezjištěno |
| Vietnam | Legální (žádné zákony proti homosexualitě nikdy neexistovaly) | Ne                                                                                      | Ne | Ne                      | Ne |
| Východní Timor                                                                                                   | Legální + podepsána deklarace Spojených národů | Nezjištěno                                                                              | Ne | Nezjištěno              | Nezjištěno |

### Oceánie
| Legislativa v zemi:          | Legální stejnopohlavní styk                                           | Stejnopohlavní soužití | Stejnopohlavní manželství   | Homoparentální osvojení                                               | Antidiskriminace (sexuální orientace)                                                              |
| ---------------------------- | --------------------------------------------------------------------- | --- | --------------------------- | --------------------------------------------------------------------- | -------------------------------------------------------------------------------------------------- |
| Austrálie                    | Legální celostátně od r. 1994. + podepsána deklarace Spojených národů | Neregistrované soužití de facto ve všech státech a pod federálními zákony. Registrované nebo domácí partnerství v celé Austrálii, kromě Severního teritoria a Západní Austrálie | Legální od 9. prosince 2017 | /\| Legální ve všech státech a teritoriích, vyjma Severního teritoria | Zakazuje veškerou antigay diskriminaci                                                             |
| Federativní státy Mikronésie | Ano, podle většiny záznamů                                            | Ne | Ne                          | Nezjištěno                                                            | Ne                                                                                                 |
| Fidži                        | Legální od r. 2010                                                    | Ne | Ne                          | Ne                                                                    | Ústava z r. 2013 zakazuje jak diskriminaci jiných sexuálních orientací, tak i genderových identit. |
| Kiribati                     | Mužský ilegální Ženský legální                                        | Nezjištěno | Ne                          | Nezjištěno                                                            | Nezjištěno                                                                                         |
| Marshallovy ostrovy          | Legální                                                               | Ne | Ne                          | Ne                                                                    | Ne                                                                                                 |
| Nauru                        | Mužský ilegální Ženský legální                                        | Nezjištěno | Ne                          | Nezjištěno                                                            | Nezjištěno                                                                                         |
| Nový Zéland                  | Legální od r. 1986. + podepsána deklarace Spojených národů            | Legální od r. 2004 | Legální od r. 2013          | Legální od r. 2013                                                    | Zakazuje veškerou antigay diskriminaci                                                             |
| Palau                        | Legální od r. 2014                                                    | Ne | (Ústavní zákaz od r. 2008)  | Ne                                                                    | Ne                                                                                                 |
| Papua Nová Guinea            | Ilegální                                                              | Nezjištěno | Ne                          | Ne                                                                    | Nezjištěno                                                                                         |
| Samoa                        | Ne                                                                    | Nezjištěno | Ne                          | Nezjištěno                                                            | Nezjištěno                                                                                         |
| Šalomounovy ostrovy          | Ilegální                                                              | Nezjištěno | Ne                          | Nezjištěno                                                            | Nezjištěno                                                                                         |
| Tonga                        | Mužský ilegální Ženský legální                                        | Nezjištěno | Ne                          | Nezjištěno                                                            | Nezjištěno                                                                                         |
| Tuvalu                       | Mužský ilegální Ženský legální                                        | Nezjištěno | Ne                          | Nezjištěno                                                            | Nezjištěno                                                                                         |
| Vanuatu                      | Legální                                                               | Nezjištěno | Nezjištěno                  | Nezjištěno                                                            | Nezjištěno                                                                                         |